# Lophochernes obtusecarinatus
Lophochernes obtusecarinatus es una especie de arácnido del orden Pseudoscorpionida de la familia Cheliferidae.

## Distribución geográfica
Se encuentra en Vietnam y Tailandia.